# Röhrenbrücke (München)

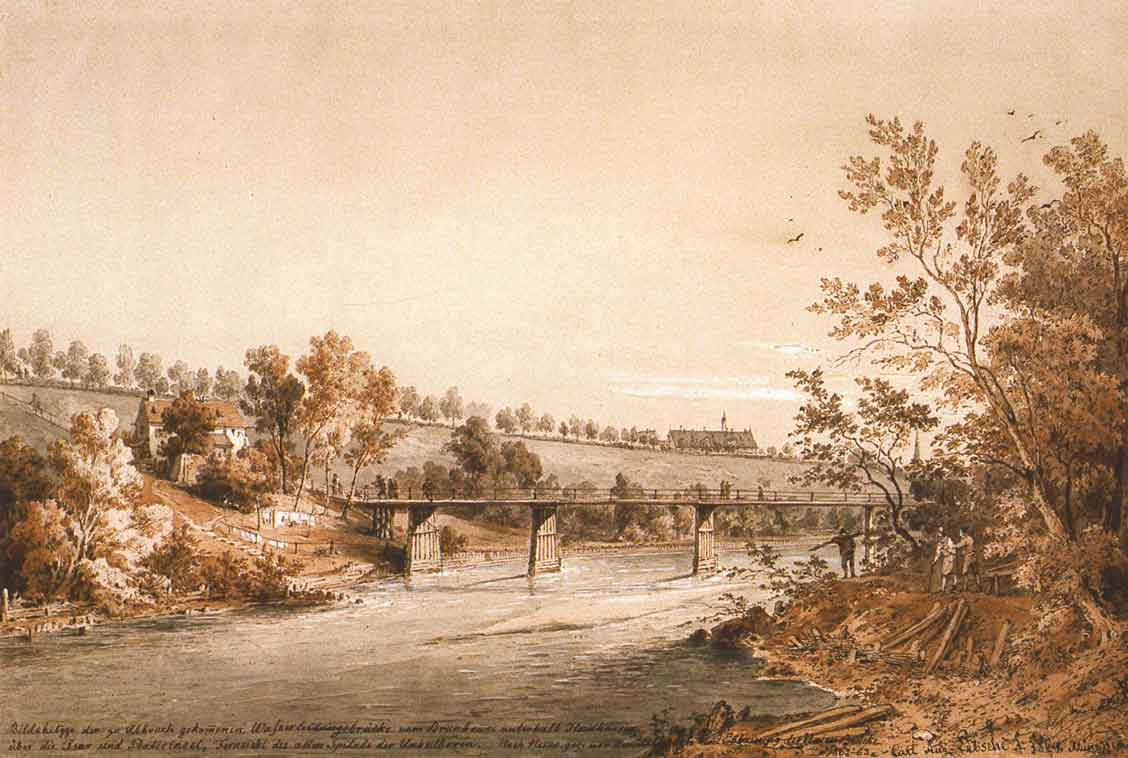
Röhrenbrücke, Gemälde von Carl August Lebschée, 1869

Die Röhrenbrücke war eine Brücke in München. Die Brücke war eine einfache Pfahljochbrücke aus Holz, über die Wasserröhren verlegt waren, durch welche die Münchner Residenz mit Quellwasser von der anderen Isarseite aus versorgt wurde.

## Lage
Die Brücke führte vom rechten Ufer der Isar bei Haidhausen, wo das Brunnhaus in Brunnthal lag, über die Kleine Isar zur Praterinsel, lag also etwas südlich von der heutigen äußeren Maximiliansbrücke.

## Geschichte
1599 hatten die bayerischen Herzöge das Brunnhaus in Brunnthal erworben. Das Wasser wurde zunächst in einer Röhrenleitung über die Isarbrücke geführt, was einen großen Umweg bedeutete. In der Zeit bis 1632 wurde daher eine eigene Röhrenbrücke über die Kleine Isar errichtet, um das Wasser aus dem Brunnhaus über die Isar auf direkterem Weg zur Residenz zu leiten. Zur Überquerung der Großen Isar wurde der bereits bestehende Abrechen verwendet.
Der Steg war zwar für Fußgänger passierbar, aber der Zugang zum Steg war versperrt. 1744 gelang es österreichischen Soldaten, über die Röhrenbrücke und den Abrechen auf die linke Isarseite zu gelangen und so auch die Isarbrücke zu erobern.
Erst Anfang des 19. Jahrhunderts wurde die Röhrenbrücke für den öffentlichen Fußgängerverkehr geöffnet, etwa 1873 wurde sie abgerissen.